# پروانه‌ماهی اشک
پروانه‌ماهی اشک (نام علمی: Chaetodon unimaculatus) نام یک گونه از سرده پروانه‌ماهی است.